# Prva crnogorska fudbalska liga 2017-2018
La Prva crnogorska fudbalska liga 2017-2018 (prima lega calcistica montenegrina 2017-2018), conosciuta anche come T-Com 1.CFL 2017-2018 per ragioni di sponsorizzazione, è stata la 14ª edizione di questa competizione, la 12ª come prima divisione del Montenegro indipendente. La vittoria finale è stata appannaggio del Sutjeska, al suo 3º titolo.
Capocannoniere del torneo fu Igor Ivanović (Sutjeska), con 14 reti.

## Stagione

### Avvenimenti
Rispetto alla passata stagione il numero di squadre partecipanti è sceso da 12 a 10. Dunque dalla Prva crnogorska fudbalska liga 2016-2017 sono retrocesse in 2. liga il Bokelj, il Lovćen e lo Jedinstvo Bijelo Polje. Dalla 2. liga è stata promossa solamente una squadra: il Kom.

### Formula
In stagione le squadre partecipanti furono 10 : 9 che mantennero la categoria dalla stagione precedente e 1 promossa dalla seconda divisione.
Le 10 squadre disputarono un doppio girone di andata-ritorno, per un totale di 36 giornate; al termine di queste, l'ultima classificata fu retrocessa, mentre la penultima e la terzultima disputarono i play-out contro la seconda e terza classificata della Druga crnogorska fudbalska liga 2017-2018.
Le squadre qualificate alle coppe europee furono quattro: La squadra campione si qualificò alla UEFA Champions League 2018-2019, la seconda e la terza alla UEFA Europa League 2018-2019. La squadra vincitrice della coppa del Montenegro fu anch'essa qualificata alla UEFA Europa League.

## Squadre
| Club              | Città        | Stadio                  | Posizione 2016-2017     |
| ----------------- | ------------ | ----------------------- | ----------------------- |
| Budućnost         | Podgorica    | Stadio pod Goricom      | Campione del Montenegro |
| Dečić             | Tuzi         | Stadion Tuško Polje     | 5º posto                |
| Grbalj            | Radanovići   | Stadion Donja Sutvara   | 7º posto                |
| Iskra Danilovgrad | Danilovgrad  | Stadion Braća Velašević | 6º posto                |
| Kom               | Podgorica    | Stadion Zlatica         | 1º posto in Druga liga  |
| Mladost Podgorica | Podgorica    | Stadion FK Mladost      | 3º posto                |
| Petrovac          | Castellastua | Stadion pod Malim brdom | 9º posto                |
| Rudar Pljevlja    | Pljevlja     | Stadion pod Golubinjom  | 8º posto                |
| Sutjeska          | Nikšić       | Stadion Kraj Bistrice   | 4º posto                |
| Zeta              | Golubovci    | Stadion Trešnjica       | 2º posto                |

## Classifica
|       | Pos. | Squadra           | Pt | G  | V  | N  | P  | GF | GS | DR  |
| ----- | ---- | ----------------- | -- | -- | -- | -- | -- | -- | -- | --- |
|       | 1.   | Sutjeska          | 79 | 36 | 24 | 7  | 5  | 55 | 23 | +32 |
|       | 2.   | Budućnost         | 57 | 36 | 14 | 15 | 7  | 44 | 30 | +14 |
| [ 4 ] | 3.   | Mladost Podgorica | 51 | 36 | 12 | 15 | 9  | 42 | 33 | +9  |
|       | 4.   | Grbalj            | 50 | 36 | 12 | 14 | 10 | 39 | 39 | 0   |
|       | 5.   | Rudar Pljevlja    | 49 | 36 | 13 | 10 | 13 | 32 | 28 | +4  |
|       | 6.   | Zeta              | 49 | 36 | 12 | 13 | 11 | 40 | 35 | +5  |
|       | 7.   | Iskra Danilovgrad | 45 | 36 | 12 | 9  | 15 | 33 | 34 | −1  |
|       | 8.   | Kom               | 43 | 36 | 11 | 10 | 15 | 36 | 45 | −9  |
|       | 9.   | Petrovac          | 38 | 36 | 9  | 11 | 16 | 25 | 40 | −15 |
|       | 10.  | Dečić             | 21 | 36 | 3  | 12 | 21 | 25 | 64 | −39 |

Legenda:
      Campione di Montenegro e ammessa alla UEFA Champions League 2018-2019.
      Ammesse alla UEFA Europa League 2018-2019.
  Partecipa ai play-out.
      Retrocesse in Druga crnogorska fudbalska liga 2018-2019.
Regolamento:
Tre punti a vittoria, uno a pareggio, zero a sconfitta.
Note:
Il Grbalj non ha ottenuto la licenza UEFA per partecipare alle coppe europee.

### Classifica avulsa
Vista la mancata licenza UEFA che non ha permesso al Grbalj di partecipare alla UEFA Europa League 2018-2019, per determinare la compagine che ne prende il posto fra le due squadre a 49 punti, si utilizza la classifica avulsa.
|  | Pos. | Squadra        | Pt | G | V | N | P | GF | GS | DR |
|  | ---- | -------------- | -- | - | - | - | - | -- | -- | -- |
|  | 5.   | Rudar Pljevlja | 6  | 4 | 1 | 3 | 0 | 3  | 1  | +2 |
|  | 6.   | Zeta           | 3  | 4 | 0 | 3 | 1 | 1  | 3  | −2 |

## Risultati
|           | Bud     | Deč     | Grb     | Isk     | Kom     | Mla     | Pet     | Rud     | Sut     | Zet     |
| --------- | ------- | ------- | ------- | ------- | ------- | ------- | ------- | ------- | ------- | ------- |
| Budućnost |         | 4-1 3-1 | 4-1 0-0 | 3-0 0-1 | 1-0 1-1 | 1-0 1-1 | 0-0 1-1 | 1-0 0-0 | 3-1 2-3 | 2-1 1-1 |
| Dečić     | 0-0 0-1 |         | 3-3 0-0 | 3-1 0-3 | 1-1 1-3 | 1-1 1-4 | 2-1 0-1 | 0-0 1-2 | 0-0     | 1-4 1-2 |
| Grbalj    | 1-2 0-0 | 1-1     |         | 0-1 0-2 | 3-2 2-2 | 0-2 2-1 | 0-2 0-0 | 1-0     | 1-1 2-3 | 2-1 2-0 |
| Iskra     | 0-0 0-1 | 4-1 2-0 | 0-0 1-3 |         | 1-1 3-0 | 0-1 1-1 | 0-0 2-3 | 0-2 0-0 | 0-1     | 1-1 2-1 |
| Kom       | 0-1 2-3 | 2-1 1-2 | 0-0 1-3 | 1-0 0-0 |         | 2-1 0-1 | 2-1 2-0 | 1-0 0-2 | 0-1     | 1-1 0-1 |
| Mladost   | 3-3 1-1 | 0-0 2-0 | 2-1 0-0 | 2-0 1-0 | 2-2 1-1 |         | 5-0 1-1 | 1-1 2-0 | 0-2 2-1 | 0-1 2-3 |
| Petrovac  | 0-0 2-1 | 1-0 3-1 | 2-3 0-1 | 0-1 0-0 | 0-1     | 1-0 0-0 |         | 0-0 2-0 | 0-1 1-0 | 0-1 0-0 |
| Rudar     | 2-0 0-0 | 4-0 1-0 | 0-1 1-0 | 0-1 0-2 | 1-0 1-1 | 0-1 2-0 | 4-1 3-1 |         | 0-3 2-1 | 0-0     |
| Sutjeska  | 1-0 3-2 | 3-0 2-0 | 1-0 1-1 | 2-1 3-1 | 4-0 0-1 | 1-1 0-0 | 3-0 1-0 | 3-0 2-1 |         | 1-0 1-1 |
| Zeta      | 1-0 1-1 | 1-1 2-0 | 1-1 1-2 | 1-2 1-0 | 4-2 0-2 | 3-0 0-0 | 0-0 3-1 | 0-0 1-3 | 1-2 0-1 |         |

## Spareggi
Petrovac e Kom (penultimo e terzultimo in prima divisione) sfidano Mladost Lješkopolje e Lovćen (secondo e terzo in seconda divisione) per due posti in Prva crnogorska fudbalska liga 2018-2019.
| Kom                              | 0–0 | Lovćen              | Podgorica, 30 maggio 2018   |
| Mladost Lješkopolje              | 0–3 | Petrovac            | Podgorica, 30 maggio 2018   |
|                                  |     |                     |                             |
| Lovćen                           | 2–1 | Kom                 | Golubovci, 3 giugno 2018    |
| Petrovac                         | 2–2 | Mladost Lješkopolje | Castellastua, 3 giugno 2018 |
| Lovćen promosso, Kom retrocesso. |     |                     |                             |

## Marcatori
| Gol                                               |  |  | Giocatore            | Squadra           |
| ------------------------------------------------- |  |  | -------------------- | ----------------- |
| 14                                                |  |  | Igor Ivanović        | Sutjeska          |
| 13                                                |  |  | Alen Melunović       | Budućnost         |
| 13                                                |  |  | Nikola Krstović      | Zeta              |
| 11                                                |  |  | Ivan Vuković         | Grbalj            |
| 9                                                 |  |  | Darko Nikać          | Budućnost         |
| 8                                                 |  |  | Marko Ćetković       | Mladost Podgorica |
| 8                                                 |  |  | Luka Merdović        | Sutjeska          |
| 7                                                 |  |  | Benjamin Kacić       | Petrovac          |
| 7                                                 |  |  | Božo Marković        | Sutjeska          |
| 7                                                 |  |  | Bogdan Milić         | Iskra Danilovgrad |
| 7                                                 |  |  | Miljan Vlaisavljević | Budućnost         |
| 7                                                 |  |  | Stefan Đorđević      | Petrovac          |
| Fonte: Montenegro » 1. CFL 2017/2018 » Top Scorer |  |  |                      |                   |